# Zielimchan Bakajew (piosenkarz)
Zielimchan Chusainowicz Bakajew (ros. Зелимхан Хусаинович Бакаев, ur. 23 kwietnia 1992 w Groznym) – rosyjski piosenkarz pochodzenia czeczeńskiego.
Zaginął 8 sierpnia 2017, w trakcie kontroli granicznej w Czeczenii. W dniu zaginięcia został zatrzymany przez czeczeńską policję i postawiono mu zarzut domniemanego homoseksualizmu. Według niektórych doniesień został poddany torturom i po kilku godzinach zmarł.

## Życiorys

### Kariera
Rozpoczął karierę muzyczną jako solista w czeczeńskim zespole pieśni i tańca „Stolitsa” (ros. Столица). Śpiewał pieśni ludowe w języku rosyjskim i czeczeńskim. W 2013 przeprowadził się do Moskwy, gdzie zyskał rozpoznawalność. Koncertował w Dagestanie, Inguszetii i Moskwie. Jako swoje muzyczne inspiracje wskazywał Michaela Jacksona oraz Britney Spears. W marcu 2016 wydał singiel „Нана” (Nana).
Latem 2017 zgłosił się na casting do rosyjskiej wersji Star Academy, nazwanej Fabrika Zvyozd (Фабрика Звезд). Seria miała się rozpocząć we wrześniu 2017.

### Zaginięcie
6 sierpnia 2017 udał się do Groznego na ślub siostry. Kilka dni później miał wrócić do Moskwy, aby wziąć udział w nagraniu programu Fabrika Zwiozd. 8 sierpnia został aresztowany przez oddziały SOBR (Special Rapid Deployment), co potwierdzili dwaj naoczni świadkowie. Tego samego dnia jego telefon komórkowy został dezaktywowany i zniknęły jego konta na portalach społecznościowych. Spekulowano, że jego zaginięcie miało związek z domniemanym homoseksualizmem. Pod koniec sierpnia sprawa uzyskała międzynarodowy rozgłos. Obrońcy praw człowieka i osoby związane ze środowiskiem LGBT zgodnie potępiają bierność lokalnej policji.
Matka Bakajewa Malika i jego ciotka otrzymały wiadomość, że Bakajew opuścił Czeczenię. 18 sierpnia Malika oskarżyła policję w Groznym o związek z zaginięciem jej syna. 22 sierpnia wystąpiła do Rady Praw Człowieka i ministerstwa spraw wewnętrznych w Czeczenii, żądając od nich wyjaśnień. Czeczeńska policja twierdziła, że Bakajew 11 sierpnia zakupił bilet do Moskwy. 16 września matka wokalisty publicznie zwróciła się o pomoc w poszukiwaniu syna do prezydenta czeczeńskiego Ramzana Kadyrowa. Dwa dni później Czeczeńskie Ministerstwo Spraw Wewnętrznych odmówiło wszczęcia śledztwa.
21 września rosyjska działaczka praw człowieka Tatiana Moskalkowa odwiedziła Czeczenię, aby zweryfikować doniesienia związane z łamaniem praw osób LGBT. Po wizycie Moskalkowej do internetu trafiło nagranie, na którym Bakajew informuje o swojej przeprowadzce do Niemiec, jednak jego autentyczność budzi wiele wątpliwości (m.in. nieeuropejski wystrój pokoju, w którym nagrano filmik oraz stojące na stole puszki napoju energetycznego, który nie jest dostępny w Niemczech). Ponadto, według dyplomatów Unii Europejskiej, Bakajew nie przekroczył granicy żadnego z krajów objętych strefą Schengen.
W październiku 2017 pojawiły się nowe informacje na temat piosenkarza. Igor Kocketkovof, jeden z przedstawicieli rosyjskiej społeczności LGBT powiedział podczas konferencji prasowej, że Bakajew został zamordowany, jednak nie potwierdzono tych doniesień.